# Ministero della Cultura della Repubblica Slovacca

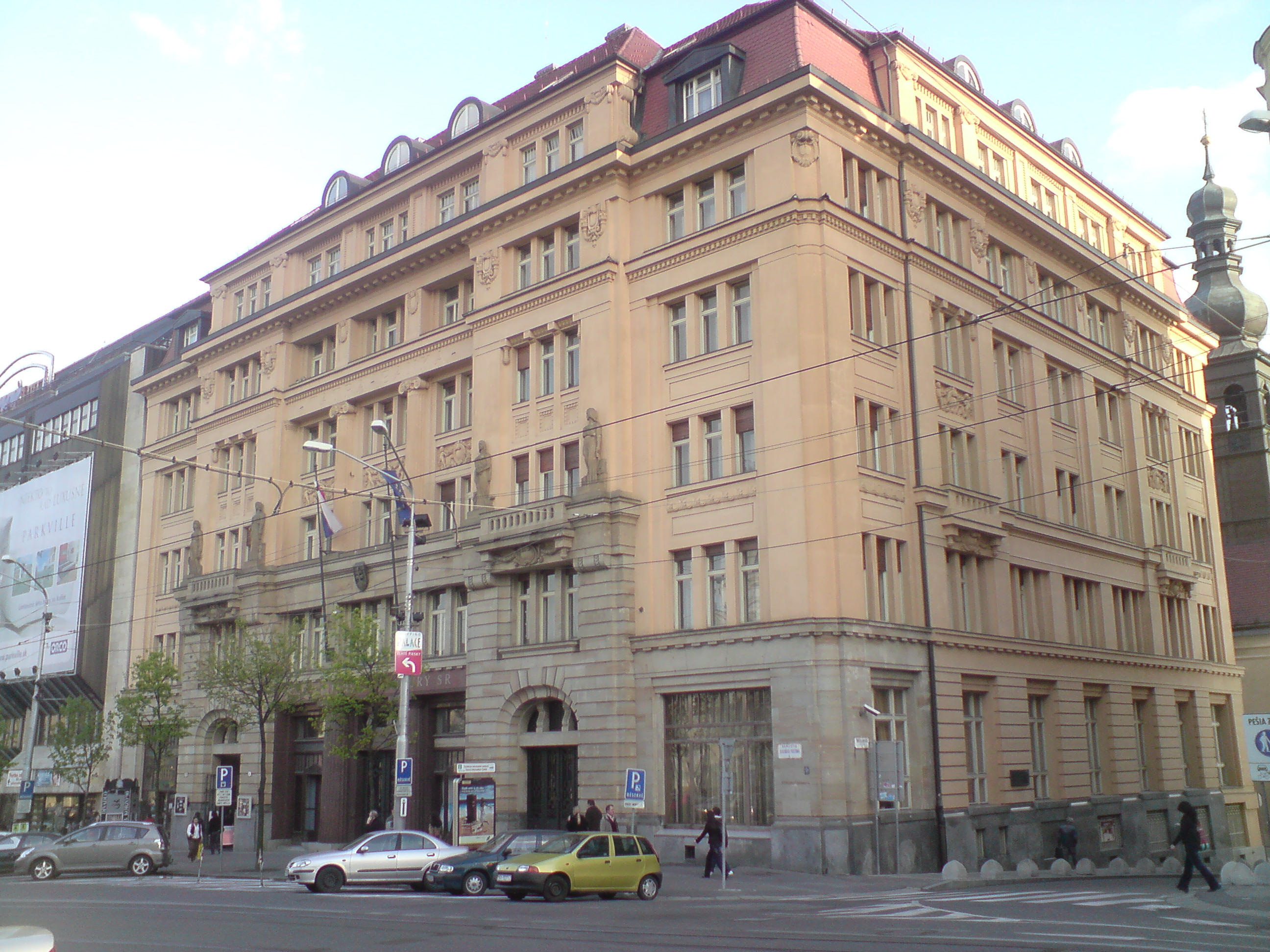
Il Palazzo della Banca sulla Piazza SNP, sede del ministero

Il Ministero della Cultura della Repubblica Slovacca (in slovacco Ministerstvo kultúry Slovenskej republiky), tra il 1º luglio 2010 e il 31º ottobre 2010 il Ministero della Cultura e del Turismo della Repubblica Slovacca (in slovacco Ministerstvo kultúry a cestovného ruchu Slovenskej republiky) è l'organo centrale dell'amministrazione statale della Repubblica Slovacca per il settore della cultura

## Ambito del Ministero
- lingua di stato,
- tutela del fondo monumentale, del patrimonio culturale e della biblioteca,
- arte,
- diritto d'autore e diritti connessi al diritto d'autore,
- attività educativa e produzione di arte popolare,
- sostegno alla cultura delle minoranze nazionali,
- sostegno alla cultura degli slovacchi che vivono all'estero,
- presentazione della cultura slovacca all'estero
- rapporti con chiese e società religiose,
- media e audiovisivi

## Ministro della Cultura
Il Ministero della Cultura è gestito ed è responsabile delle sue attività dal Ministro della Cultura (in slovacco minister kultúry), nominato dal Presidente della Repubblica Slovacca su proposta del Presidente del Governo della Repubblica Slovacca.
L'attuale ministro è Martina Šimkovičová (Partito Nazionale Slovacco), in carica dal 25 ottobre 2023.

## Segretario di Stato del Ministero della Cultura
Durante la sua assenza, il Ministro della Cultura è rappresentato dal Segretario di Stato (in slovacco štátny tajomník) nell'ambito dei suoi diritti e doveri. Negli altri casi, il Ministro può anche autorizzare il Segretario di Stato a rappresentarlo nell'ambito dei suoi diritti e obblighi. Il segretario di Stato ha voto consultivo quando rappresenta il ministro nella riunione del governo. M Il Segretario di Stato è nominato e revocato dal governo su proposta del Ministro della Cultura.
Dopo le elezioni parlamentari del 2020, due segretari di stato, Radoslav Kutaš (nessuna affiliazione politica) e Vladimír Dolinay (candidato del partito Per il Popolo). Il segretario di Stato Dolinay, in carica dal 1º luglio 2020, è morto tragicamente in un incidente stradale il 25 luglio 2020. Ha preso il suo posto il 21º ottobre 2020 Zuzana Kumanová (Per il Popolo), il cui objettivo è stato concentrarsi sulla cultura delle minoranze nazionali.
L'attuale segretario di Stato è Mário Maruška, in carica dal 30 novembre 2023.